# HD 82943 b
إتش دي 82943 ب هو كوكب خارج المجموعة الشمسية يبعد تقريبًا 89 سنة ضوئية، ويقع في كوكبة الشجاع. أعلن عن الكوكب عام 2000 من قبل فريق جنيف للبحث عن الكواكب خارج المجموعة الشمسية. ويعد الكوكب هو الأبعد عن نجمه بين كوكبين يدوران حوله.

## وصلات خارجية
- "Notes for planet HD 82943 b". The Extrasolar Planets Encyclopaedia. مؤرشف من الأصل في 2019-12-07. اطلع عليه بتاريخ 2008-07-15.
- "The Harsh Destiny of a Planet?". المرصد الأوروبي الجنوبي. 9 مايو 2001. مؤرشف من الأصل في 2009-06-09. اطلع عليه بتاريخ 2008-07-15.